# Monumento a Gorgorito
La Estatua de Gorgorito es un monumento ubicado en la calle Gran Vía del Rey Don Juan Carlos I en Logroño. Se trata de un grupo escultórico formado por tres personajes: Gorgorito, la bruja Ciriaca y una niña.

## Personajes
Gorgorito es un títere de un niño de 7 años, sencillo e inteligente de Juan Antonio Díaz Gómez de la Serna, conocido como “Maese Villarejo”. La Bruja Ciriaca es uno de los antagonistas de Gorgorito. Tiene poderes mágicos y con sus hechizos comete sus fechorías.

## Escultura
El presidente de la Fundación Caja Rioja, Fernando Beltrán, y aquel entonces alcalde de Logroño, Tomás Santos, homenajearon a la familia de Maese Villarejo por el 50 aniversario de Gorgorito con unas esculturas enfrente del Centro Cultural Caja Rioja de Gran Vía de Logroño. La obra fue realizada el escultor Ricardo González y se inauguraron el viernes 18 de abril de 2008.
El grupo escultórico está formado por las figuras de bronce de Gorgorito con su clásico pantalón corto con tirantes sentado en pedestal con el brazo derecho estirado, enfrente una niña sentada que se identifica con una joven espectadora, y detrás de la bruja Ciriaca acechando detrás de un pilar. La marioneta de Gorgorito levanta y estira el brazo derecho, invitando a los niños a fotografiarse con él. Una de sus piernas pende de la peana y la otra se encuentra estirada. Viste con su clásico pantalón corto con tirantes. La niña, que mira embelesada hacia el títere, está sentada con las piernas cruzadas.

## Galería

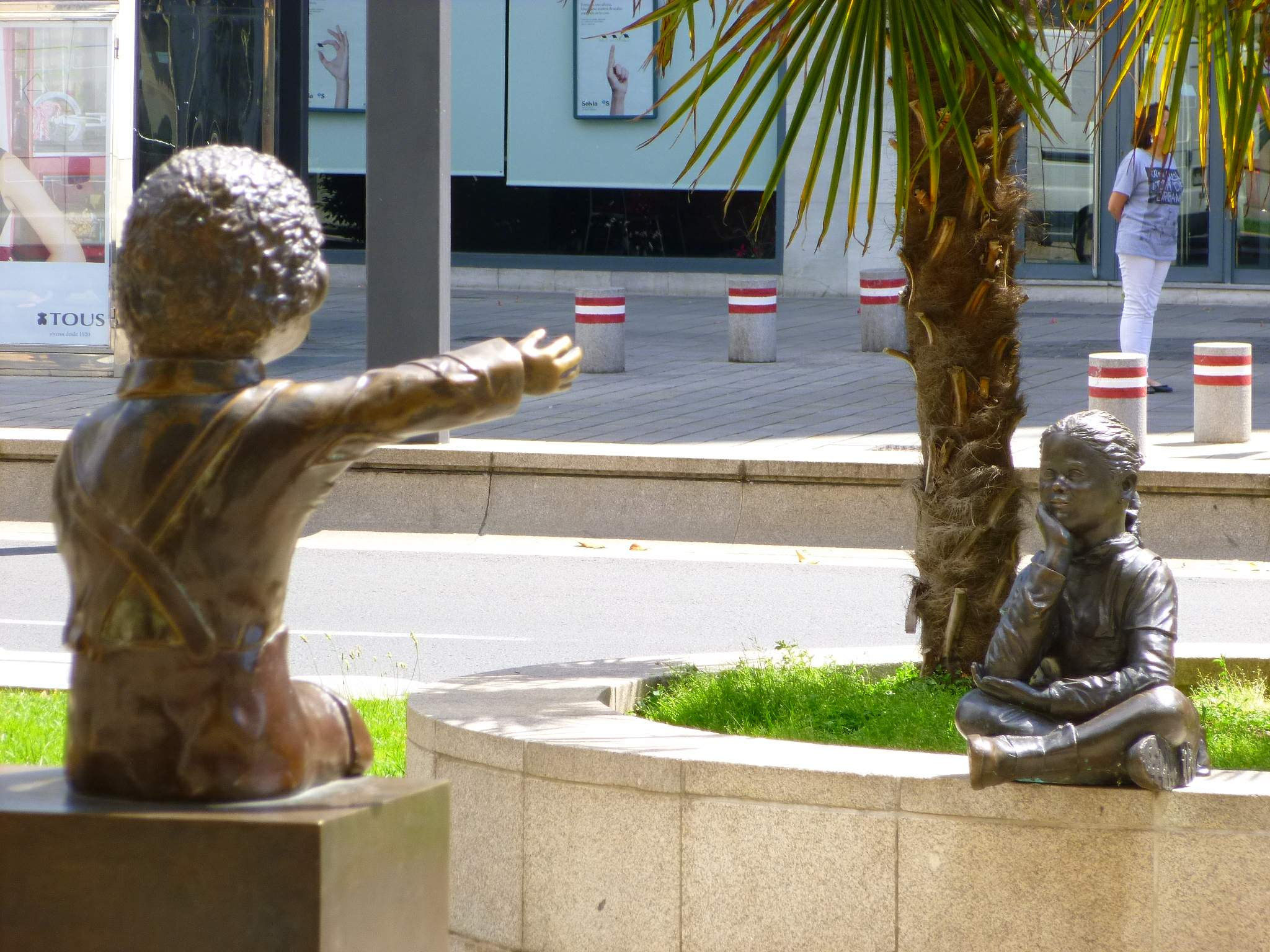
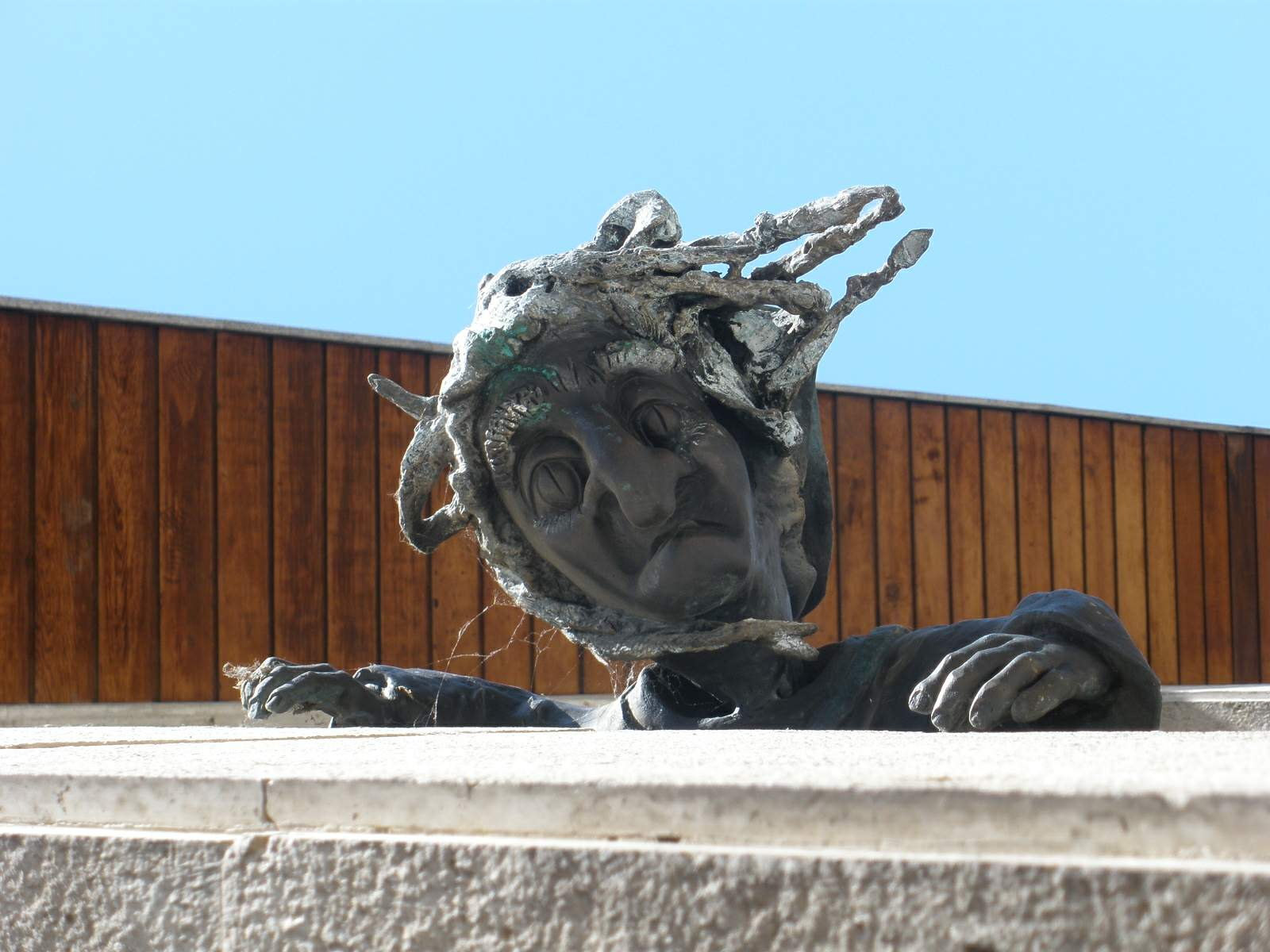
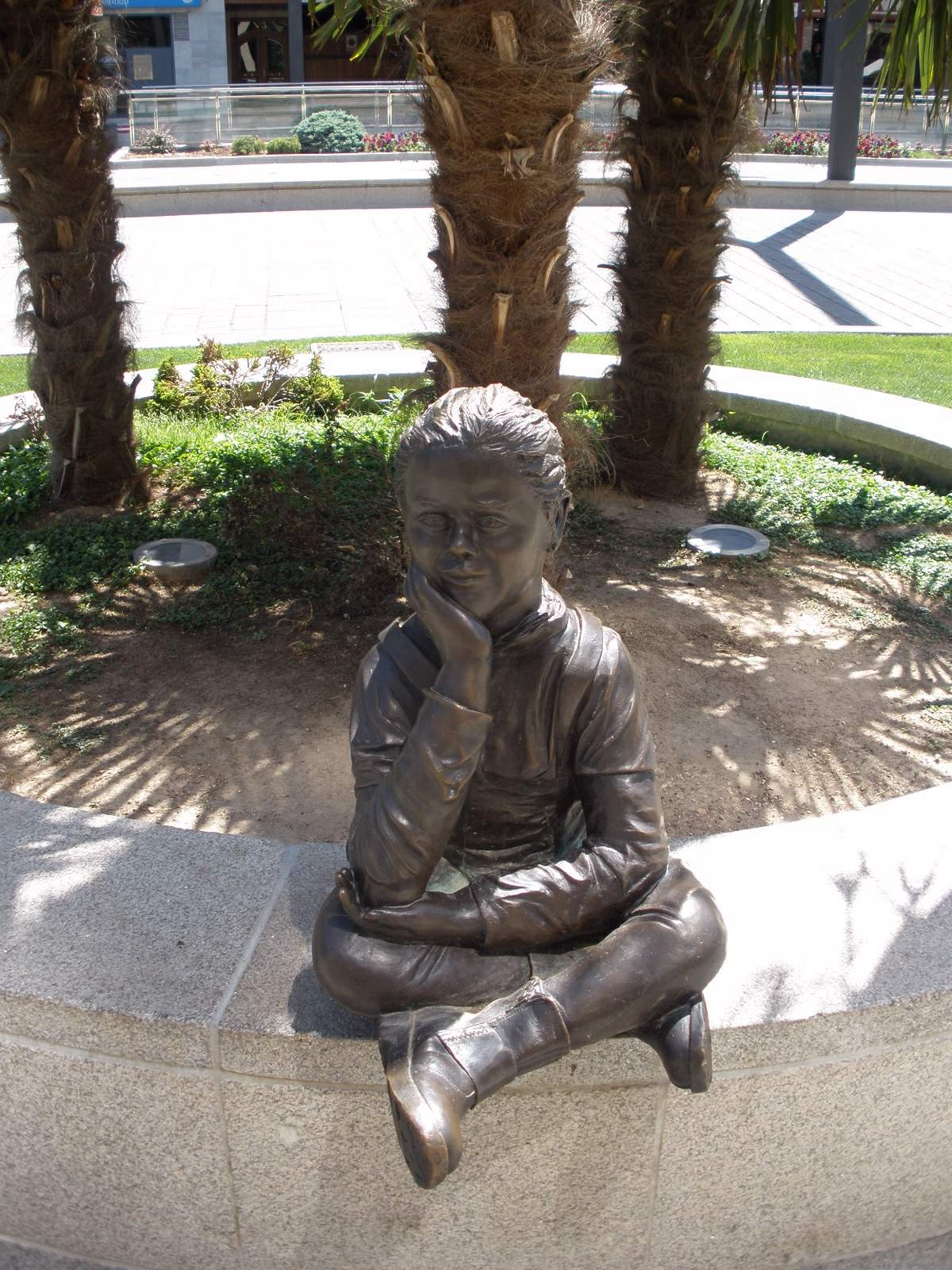